# Mnong
Ne doit pas être confondu avec Hmong.

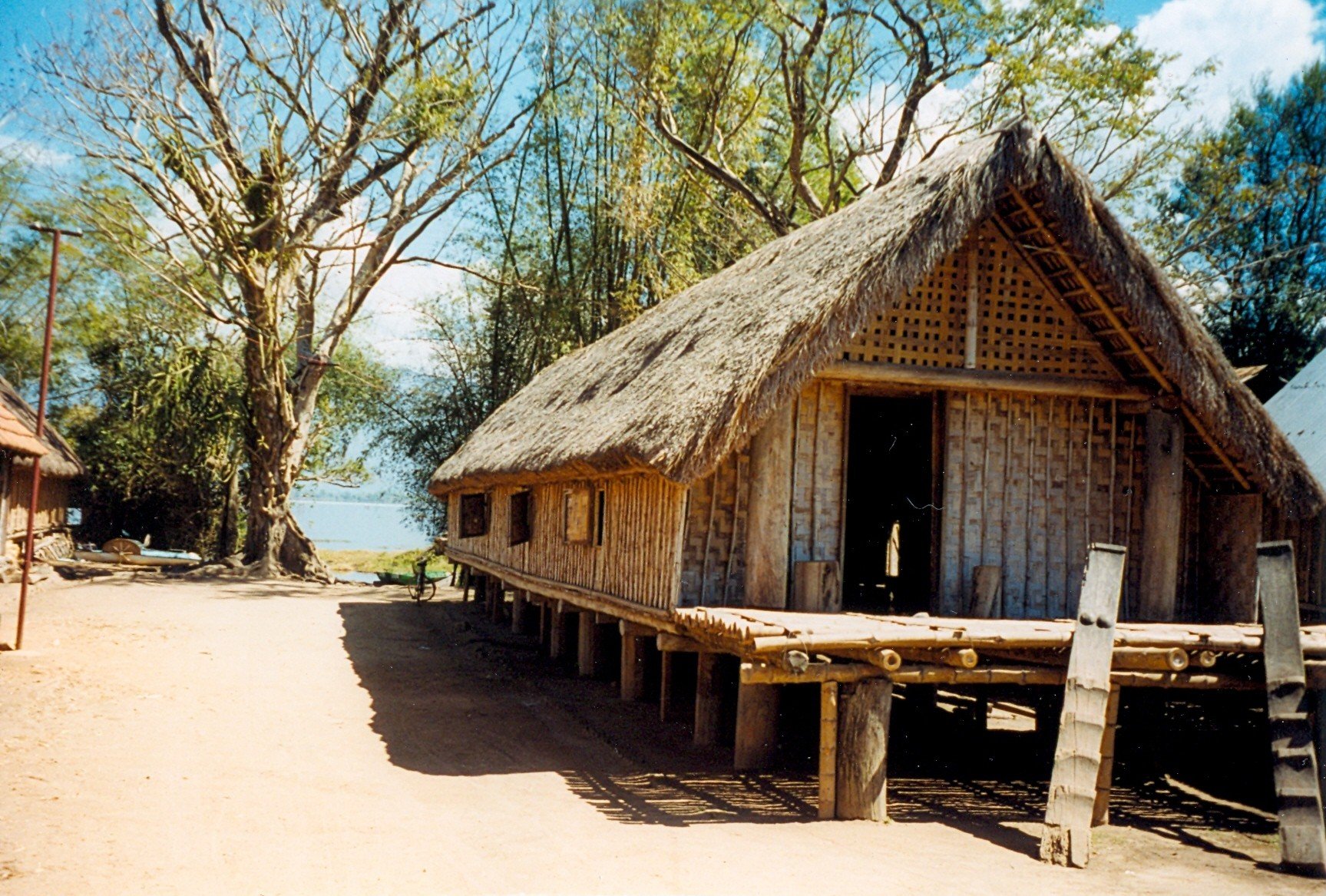
Maison longue Mnong.

Les Mnong ou M'nong sont un groupe ethnique du Viêt Nam dont la population totale est estimée à plus de 200 000 personnes (2010).
Ils sont régulièrement assimilés à un groupe plus vaste dénommé Moï (ou Moye), Proto-Indochinois ou Montagnards, par opposition aux Vietnamiens. Ces noms ne sont pas des ethnonymes. L'appellation moï, par exemple, est la francisation du vietnamien Moï, terme péjoratif à l'égard des minorités pouvant se traduire par « barbare, sauvage ».

## Organisation

### Ethnies

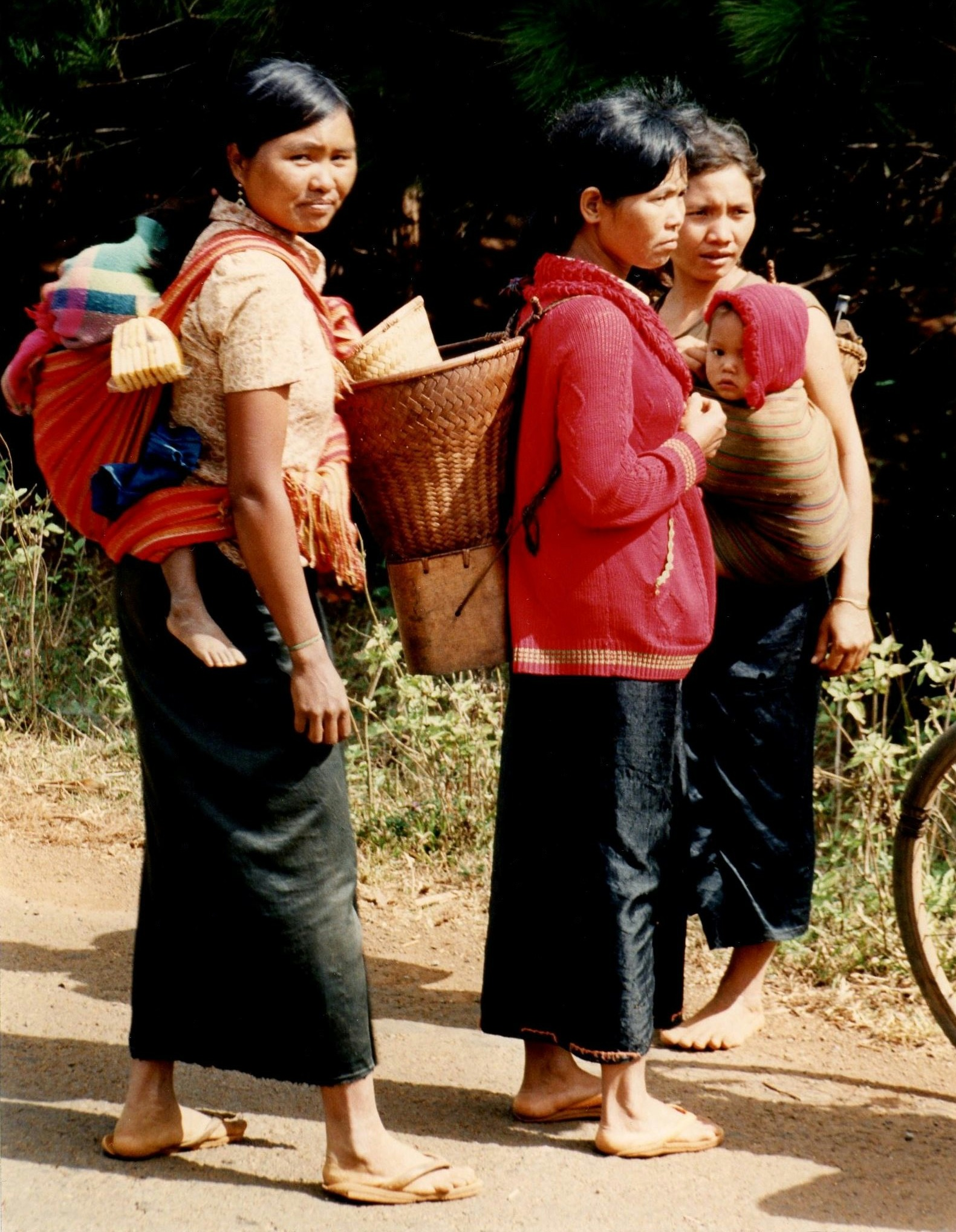
Groupe de femmes Mnong.

Ils peuvent se diviser en trois groupes ethniques :
- Les Mnong du centre : ils sont environ 88 000 dans les provinces de Đắk Lắk et de Lâm Đồng, dans les hautes-terres du centre ; ils sont chrétiens pour la plupart ;
- Les Mnong de l'Est : environ 76 000 personnes dans ces mêmes provinces des hautes terres du centre ;
- Les Mnong du Sud : leur nombre s'élève à 55 000 environ dans la province de Bình Phước dans le Vietnam du Sud-Est. Des Mnong vivent également dans la province orientale du Cambodge, la province de Mondol Kiri.

### Langue
La langue mnong appartient au groupe bahnarique du rameau oriental de la branche môn-khmer des langues austroasiatiques.

## Histoire
Habitants originels de l'Indochine, ils furent progressivement repoussés dans les montagnes. Leur culture fut anéantie au XIVe siècle par l'expansionnisme des Viets du Tonkin et d'Annam. Le terme « Moï » signifie « sauvage » en vietnamien et désigne péjorativement et indistinctement les ethnies de la cordillère annamitique (Bahnars, Djarais, Rhadés, Sédangs et Mmongs).
Leur royaume de Champā, dont les cités sacrées comme Mỹ Sơn rivalisaient en beauté avec Angkor, est cité par Marco Polo.

### Filmographie
- Sar Luk : les travaux et les jours d'un village mnong gar du Vietnam central, film d'Alain Bedos avec Georges Condominas, Adavision, Paris, 2010, 29 min (DVD) Copyright CNRS 1984, à partir de photos, de poèmes chantés recueillis de 1948 à 1950 et de musiques enregistrées en 1958.
- Georges Condominas : l'enfant des quatre vents, film de François Luxereau, CNRS images, Meudon, 2009, 45 min (DVD)
- (en) Bunong's birth practices: between tradition and change, film de Tommi Mendel et Brigitte Nikles, Documentary Educational Resources, Watertown, 2011, 53 min (DVD)